# Denis Law
Denis Law   (Aberdeen, 24 de febrer de 1940 - Aberdeen, 17 de gener de 2025) fou un futbolista escocès que ocupava la posició de davanter. Va guanyar la Pilota d'Or 1964, i va ser internacional absolut per la selecció de futbol d'Escòcia en 55 ocasions. Formà part de l'anomenada United Trinity.

## Biografia

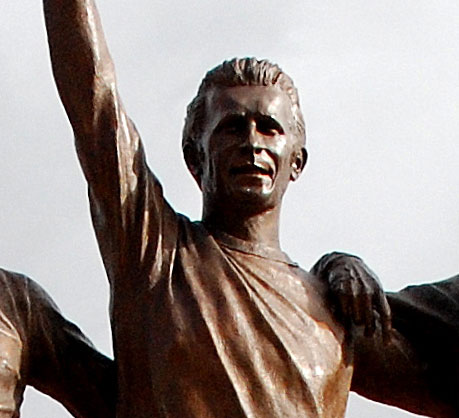
Estàtua de Law a Old Trafford, formant amb les de George Best i Bobby Charlton la trinitat del United.

Va néixer a Aberdeen el 24 de febrer del 1940. Va jugar de davanter a clubs com el Manchester City, el Manchester United FC o el Torino Calcio. El seu fitxatge pel City costà 55.000 lliures, rècord del moment al futbol anglès. Només un any més tard va rebre una oferta del Torino italià on marxà traspassat per 110.000 lliures. Law no s'adaptà al futbol italià i l'any següent fou traspassat al Manchester United FC per 115.000 lliures. Al United passà els millors anys de la seva carrera. La temporada 1964-65 guanyà la Pilota d'or i el Manchester guanyà la seva primera lliga des del desastre aeri de Múnic. Romangué al club durant onze temporades. El 1967-68 guanyà la Copa d'Europa de futbol, tot i que una lesió no li va permetre disputar la final. Acabà la seva vida esportiva de nou al City, retirant-se el 1974. Disputà 587 partits oficials, marcant 300 gols.
Fou 55 cops internacional amb la selecció de futbol d'Escòcia entre 1958 i 1974, amb la qual disputà la fase final del campionat del món de 1974. Marcà 30 gols. És membre del saló de la fama del futbol escocès. El novembre de 2003 fou nomenat Golden Player d'Escòcia com el futbolista del país més destacat dels darrers 50 anys. El 1998 fou escollit per la Football League a la llista de les 100 llegendes del futbol anglès.

## Trajectòria esportiva
- Huddersfield: 1956-1959
- Manchester City: 1960-1961
- Torino Calcio: 1962-1963
- Manchester United FC: 1962-1973
- Manchester City: 1973-1974

## Palmarès
- 1 Copa d'Europa de futbol: 1967-68
- 2 Lliga anglesa de futbol: 1964-65, 1966-67
- 1 Copa anglesa de futbol: 1962-63
- El 1970 entrà a formar part de la llista dels 50 primers millors jugadors del Futbol Anglès